# Wertpapiererwerbs- und Übernahmegesetz
Das Wertpapiererwerbs- und Übernahmegesetz (WpÜG) regelt öffentliche Angebote für den Erwerb von Anteilen an Gesellschaften, wenn der Handel der von der Gesellschaft ausgegebenen Wertpapiere an einem organisierten Markt im Inland oder – unter bestimmten Voraussetzungen – in anderen Ländern der Europäischen Union zugelassen ist. Das Börsensegment Freiverkehr gehört dabei nicht zu den organisierten Märkten im Sinne dieses Gesetzes.

## Systematik
Das Gesetz regelt in Abschnitt 3 öffentliche Angebote als allgemeinen Fall (Angebote zum Erwerb von Wertpapieren); im Abschnitt 4 werden die Zusatzbestimmungen für Angebote, die auf den Erwerb der Kontrolle des Zielunternehmens abgerichtet sind (Übernahmeangebote), behandelt. In Abschnitt 5 enthält die zusätzlichen Bestimmungen für Pflichtangebote; Abschnitt 5a schließlich enthält die Bestimmungen für den sog. übernahmerechtlichen Squeeze-out (Ausschluss) und das Andienungsrecht. Von besonderer Bedeutung sind auch die zu diesem Gesetz erlassenen Durchführungsverordnungen.

## Angebote zum Erwerb von Wertpapieren
Das Gesetz bestimmt Form und Dauer eines Angebotes.
Die Dauer der Annahmefrist beträgt mindestens vier, höchstens zehn Wochen.
Endet die Annahmefrist für das Übernahmeangebot und wurde eine eventuell festgelegte Mindestannahmequote erreicht, so haben nach § 16 Abs. 2 WpÜG die verbleibenden Aktionäre, die das Angebot nicht angenommen haben, zwei weitere Wochen Zeit, sich für das Angebot zu entscheiden. Diese Regelung wird auch als Zaunkönig-Regelung bezeichnet, was von dem Vogel Zaunkönig abgeleitet ist. Dieser gilt als schlauer und listiger Vogel und symbolisiert quasi einen auf dem Zaun sitzenden Aktionär, der den Überblick und zwei zusätzliche Wochen Zeit hat, sich zu entscheiden, ob er das Angebot doch noch annehmen will oder nicht (während andere Aktionäre ihre Anteile bereits bindend verkauft haben).
Angebote zum Erwerb von Wertpapieren sind Teilangebote, die nicht zur Erlangung von Kontrolle ausgelegt sind.
Angebote, die nicht auf die Erlangung von Kontrolle abzielen, können auch als Teilangebote gestaltet werden; bei überzähliger Andienung werden in diesem Fall die Annahmen einzelner Aktionäre proportional gemindert.

## Übernahmeangebot

### Kontrolle
Die „Kontrolle ist das Halten von mindestens 30 Prozent der Stimmrechte an der Zielgesellschaft“ (§ 29 Abs. 2 WpÜG). Die Quote von 30 % wurde gewählt, weil hiermit vielfach bereits die Mehrheit der vertretenen Stimmrechte in einer Hauptversammlung erreicht wird.

### Bestimmungen
Übernahmeangebote sind Angebote, die auf den Erwerb der Kontrolle gerichtet sind (§ 29 Abs. 1 WpÜG). Das Übernahmeangebot muss eine „angemessene Gegenleistung“ (§ 31 WpÜG i. V. mit § 3 WpÜG-Angebotsverordnung) für die Anteile enthalten, wobei ein im WpÜG bestimmter Mindestwert nicht unterschritten werden darf. Der Gegenwert besteht in aller Regel aus einer Geldleistung oder Aktien der eigenen Gesellschaft, also einem Aktientausch.

### Mindestwert
Der Mindestwert (Mindestpreis im Übernahmeangebot) wird auf Grund der Marktpreisentwicklung der jüngeren Vergangenheit ermittelt. Handelt es sich um Aktien, die zum Handel an einer inländischen Börse zugelassen sind, muss der Gegenwert nach § 5 WpÜG-Anordnung mindestens dem gewichteten inländischen Börsenkurs dieser Aktien während der letzten drei Monate vor der Veröffentlichung eines Angebotes entsprechen. Die Gewichtung erfolgt auf der Grundlage der Umsätze der an die Bundesanstalt für Finanzdienstleistungsaufsicht (BaFin) nach § 22 WpHG als börslich gemeldeten Geschäfte (entsprechendes gilt nach § 6 WpÜG-Anordnung für Aktien und Wertpapiere, die nur an ausländischen Börsen gehandelt werden).
Für den Fall, dass der Käufer innerhalb der letzten sechs Monate vor Veröffentlichung des Angebots einen höheren als den oben berechneten Durchschnittspreis gezahlt hat oder bereit war zu zahlen, hat der Angebotspreis mindestens diesem Preis zu entsprechen.
Das folgende auf fünf gedachte Handelstage verkürzte Berechnungsbeispiel veranschaulicht das Prinzip der Ermittlung des Mindestwertes.
| Tag    | Kurs | Handelsvolumen Stück | Kurs x Handelsvol. |
| ------ | ---- | -------------------- | ------------------ |
| 1      | 100  | 1.000                | 100.000            |
| 2      | 110  | 2.000                | 220.000            |
| 3      | 115  | 5.000                | 575.000            |
| 4      | 120  | 10.000               | 1.200.000          |
| 5      | 125  | 20.000               | 2.500.000          |
| Summen | 570  | 38.000               | 4.595.000          |

daraus herleitbar:
- ungewichteter Durchschnittskurs: 114,00 (570: 5)
- umsatzgewichteter Durchschnittskurs: 120,92 (4.595.000: 38.000)

Der Börsenkurs am letzten Handelstag (= letzter Handelstag vor der Veröffentlichung des Übernahmeangebotes). liegt bei 125. Der ungewichtete Durchschnittskurs aus allen zu Grunde liegenden Handelstagen beträgt 114. Der umsatzgewichtete Durchschnittskurs und damit der Mindestpreis eines Übernahmeangebotes beläuft sich auf 120,92. Dieser Wert ist der Mindestbetrag für eine Geldleistung je Aktie oder bestimmt das Bezugsverhältnis für einen etwaig angebotenen Aktientausch. Soll das Angebot genau auf dem Niveau des Mindestwertes erfolgen und beläuft sich der Börsenkurs der zum Tausch angebotenen Aktie des Bieters am maßgeblichen Stichtag beispielsweise auf 181,38, lautet das Umtauschverhältnis 3: 2, d. h. für je drei Aktien des Unternehmens, dem das Umtauschangebot gilt, erhält der Aktionär zwei Aktien des Bieterunternehmens (3 × 120,92 = 2 × 181,38).

## Pflichtangebot (§§35 ff. WpÜG)
Den Pflichten des § 35 Abs. 1 und 2 WpÜG unterliegt, wer die Kontrolle über eine Zielgesellschaft im Sinne des § 2 Abs. 3 WpÜG erlangt. Das Gesetz bezeichnet die von der Angebotspflicht betroffene Person als „Bieter“ (§ 2 Abs. 4 WpÜG). Kontrolle ist in § 29 Abs. 2 WpÜG als das Halten von mindestens 30 % der Stimmrechte an der Zielgesellschaft legaldefiniert. Diese Grenze orientiert sich an Regelungen in anderen europäischen Staaten und trägt zugleich den durchschnittlichen Hauptversammlungspräsenzen deutscher Unternehmen Rechnung. Der Stimmrechtsanteil des Bieters an der Zielgesellschaft setzt sich zusammen aus den Stimmrechten, die vom Bieter selbst gehalten werden, und solchen Stimmrechten, die dem Bieter nach § 30 WpÜG zugerechnet werden. Nach § 36 WpÜG sowie § 20 WpÜG bleiben in bestimmten Fällen Stimmrechte auf Antrag bei der Berechnung des Stimmrechtsanteils unberücksichtigt. Für andere Sachverhalte steht es im Ermessen der Bundesanstalt für Finanzdienstleistungsaufsicht (BaFin), den Kontrollerwerber trotz Überschreiten der Kontrollschwelle von seinen Pflichten nach § 35 WpÜG zu befreien (§ 37 WpÜG iVm. § 9 WpÜGAngebVO). Die Gegenleistung, die dieser anzubieten hat, ist für (freiwillige) Übernahmeangebote und das Pflichtangebot einheitlich in § 31 WpÜG iVm. §§ 3 ff. AngebVO geregelt. § 38 WpÜG normiert einen Zinsanspruch der Aktionäre gegen den säumigen Bieter. Schließlich verweist § 39 WpÜG auf die Vorschriften der Abschnitte 3 und 4, die auch auf Pflichtangebote Anwendung finden.
Erlangt ein Bieter die Kontrolle über die Gesellschaft (mindestens 30 % der Stimmrechte der Zielgesellschaft) aufgrund eines Übernahmeangebotes, treffen ihn nicht die Pflichten gem. § 35 WpÜG (Pflichtangebot). Dieser Fall lag beispielsweise Ende 2010 vor, als der spanische Baukonzern ACS mit einem Übernahmeangebot einen Stimmrechtsanteil von mehr als 30 % an dem deutschen Bauunternehmen Hochtief erlangte.

## Ausschluss der übrigen Aktionäre
Gehören einem Bieter nach einem Übernahme- oder Pflichtangebot mindestens 95 % des stimmberechtigten Grundkapitals der Gesellschaft, sind ihm auf Antrag die übrigen stimmberechtigten Aktien gegen Gewährung einer angemessenen Abfindung zu übertragen. Als angemessen ist die im Rahmen des Übernahme- und Pflichtangebotes gewährte Gegenleistung anzusehen, wenn der Bieter auf Grund seines Angebotes Aktien in Höhe von 90 % des von seinem Angebot betroffenen Grundkapitals erworben hat (§ 39a WpÜG).
Das bedeutet, wenn ein Bieter, der beispielsweise genau 30 % des stimmberechtigten Grundkapitals einer Gesellschaft hält, den anderen Aktionären pflichtgemäß ein Übernahmeangebot unterbreitet, so kann er mit diesem Angebot 70 % des stimmberechtigten Grundkapitals erreichen. Erwirbt er auf Grund seines Angebotes nun 63 % (also 90 % von 70 %) des Grundkapitals, ist eine der beiden Bedingungen erfüllt, diesen Angebotspreis auch auf das restliche Grundkapital zum Ausschluss der übrigen Aktionäre anwenden zu können. Da der Bieter zur Ausübung dieser Option aber auch die Bedingung erfüllt haben muss, mindestens 95 % des stimmberechtigten Grundkapitals zu halten, er in diesem Beispiel jedoch nur 93 % (30 % + 63 %) hält, kann er von der Bestimmung des § 39a WpÜG keinen Gebrauch machen.
Erwirbt ein Bieter über 95 % der Stimmrechtsanteile des Zielunternehmens, so haben die verbleibenden Altaktionäre noch innerhalb von drei Monaten nach Ablauf der Annahmefrist das Recht, das letzte Angebot anzunehmen (Andienungsrecht; § 39c WpÜG).

## Handlungsoptionen
Will ein potenzieller Übernehmer (der Bieter) erreichen, dass andere Aktionäre auf sein Übernahmeangebot eingehen (was bei freiwilligen Angeboten in der Natur der Sache liegt), wird er ein Angebot unterbreiten, das deutlich über dem Mindestpreis, meist auch über dem letzten Börsenkurs liegt, da die Aktionäre, an die sich das Angebot richtet, ansonsten den für sie vorteilhafteren Verkauf zum aktuellen Börsenpreis wählen würden, überdies auf weiter steigende Börsenkurse spekulieren und damit die Absicht des Bieters vereiteln könnten, die Kontrolle über die Gesellschaft zu erlangen.
Ist der Anbieter, der ein Pflichtangebot zu unterbreiten hat, an der Übernahme weiterer Aktien nicht interessiert, erfüllt er also nur seine ihm nach dem WpÜG obliegende Pflicht, wird er sein Angebot am Mindestpreis orientieren. Diese Konstellation lag beispielsweise im März 2007 vor, als Porsche, nachdem das Unternehmen seine Beteiligung an VW durch Zukäufe auf mehr als 30 % aufgestockt hatte, den anderen VW-Aktionären ein Pflichtangebot in Höhe des Mindestpreises unterbreitete, der um rund 15 % unter dem damaligen Börsenkurs lag.
Gleichwohl kommt der Bieter auch in einem solchen Fall nicht umhin, die Finanzierung der Übernahme weiterer Aktien sicherzustellen, da er nicht wissen kann, ob es infolge seines Angebotes zu einem starken Kursrückgang kommt und somit die Annahme des zu Beginn der Annahmefrist niedrig erscheinenden Übernahmeangebotes entgegen den Erwartungen und Zielen des Bieters für andere Aktionäre im Verlaufe der Annahmefrist doch wirtschaftlich vorteilhaft werden kann. Dieser Fall kann beispielsweise eintreten, wenn sich eine im Vorfelde des Übernahmeangebotes entstandene Spekulationsblase auflöst.